# Галстук из пеньки
«Пеньковый галстук» (Галстук висельника) — тридцать первый по счету роман из цикла похождений Фантомаса, написанный совместно Пьером Сувестром и Марселем Алленом. Впервые опубликован отдельным изданием 20 августа 1913 года (издатель Артем Файар). Переиздан в октябре 1934 года под названием «Слуга Фантомаса» (фр. Le Domestique de Fantômas). Обложка оригинального издания выполнена художником Джино Стараче. Действие романа почти полностью происходит в России, преимущественно в Санкт-Петербурге.

## Сюжет
В начале романа, в соответствии с привычным стереотипом изображения России во французской массовой литературе, изображена лютая петербургская (—20 градусов) зима. Фантомас убивает начальника тайной полиции Бориса Прокова (Prokoff), сжигает его труп в русской печи и перевоплощается в Прокова. Журналист Фандор выслеживает Фантомаса, но тот (в образе Прокова) отдает приказ о его аресте; Фандора приговаривают к смертной казни через повешение, однако его спасают нигилисты, полагавшие, что Фандор собирался убить Прокова. В момент казни Фандору на голову накидывают мешок с хитроумным устройством, позволившим ему выжить. Однако, убедившись в том, что Фандор является противником нигилистов, революционный трибунал повторно выносит ему смертный приговор. Благодаря вмешательству одного из членов трибунала (возлюбленная Фандора Элен, переодетая в нигилистку Ольгу) революционеры предлагают журналисту отправиться на каторгу вместо нигилиста Берены; тот соглашается, идёт по этапу, а на пятый день, хитроумным способом избавившись от кандалов, бежит в лес. Тем временем в Петербург под видом инженера Поля прибывает Жюв.

## Основные персонажи
- Фантомас — главный герой произведения, неуловимый и жестокий преступник, человек с тысячью лиц.
- Комиссар Жюв.
- Жером Фандор  — журналист.
- Николай  II — русский царь.
- Священник Аллилуйя, сторонник нигилистов (возможно, образ навеян Гапоном)[4].
- Великая Герцогиня Екатерина.
- Василий Берена — нигилист.
- Элен — дочь Фантомаса. Выступает под именем нигилистки Ольги[5].